# Burmistrzowie Trzcianki
Burmistrz Trzcianki – organ wykonawczy Miasta i Gminy Trzcianka. W latach 1990–2002 wybierany przez Radę miejską, od 2002 w wyborach bezpośrednich.

## BurmistrzowieTrzcianki(1731-1945)[1]
- 1731-1747. Marcin Mittelstaedt
- 1747-1752. Andrzej Milcke
- 1752-1759. Krzysztof Ziebarth
- 1759-1765 Krzysztof Mittelstaedt
- 1765-1786. Jerzy Imme
- 1786-1809. Krzysztof Schoede
- 1809-1814. Jan Złotnicki
- 1814. Andrzej Cywiński
- 1815-1816. Andrzej Mittelstaedt
- 1816-1838. Marcin Polzin
- 1838-1896. Fryderyk Ludwik Matzky
- 1896-1900. Oskar Leasing
- 1900-1910. Emil Rentel
- 1910-1945. Erich Froes

## Rzeczpospolita PolskaiPRL
| Lp. | imię i nazwisko     | od   | do   |
| --- | ------------------- | ---- | ---- |
| 1   | Jan Popowicz        | 1945 | 1945 |
| 2   | Stanisław Wiza      | 1945 | 1947 |
| 3   | Adolf Teadling      | 1947 | 1947 |
| 4   | Józef Matusiak      | 1948 | 1948 |
| 5   | Eleonora Jasiak     | 1949 | 1949 |
| 6   | Franciszek Filipiak | 1950 | 1950 |

| imię i nazwisko      | od   | do   |
| -------------------- | ---- | ---- |
| Marian Chwiałkowski  | 1960 | 1964 |
| Andrzej Stochaj      | 1964 | 1968 |
| Bolesław Kwiatkowski | 1968 | 1973 |

| Imię i nazwisko | od   | do   |
| --------------- | ---- | ---- |
| Henryk Rogacki  | 1973 | 1981 |
| Adam Siwa       | 1981 | 1982 |
| Tadeusz Agrest  | 1982 | 1988 |
| Marian Hołub    | 1988 | 1990 |

| Imię i nazwisko | Imię i nazwisko             | od   | do    | Przynależność partyjna | Przynależność partyjna                                        |
| --------------- | --------------------------- | ---- | ----- | ---------------------- | ------------------------------------------------------------- |
| 7.              | Andrzej Frycz               | 1990 | 1994  |                        | Niezależny                                                    |
| 8.              | Paweł Kolendowicz           | 1994 | 2002  |                        | Niezależny                                                    |
| 9.              | Marek Kupś                  | 2002 | 2012  |                        | Niezależny                                                    |
| 10.             | Krzysztof Czarnecki         | 2012 | 2018  |                        | Prawo i Sprawiedliwość                                        |
| 11.             | Krzysztof Wojciech Jaworski | 2018 | nadal |                        | Niezależny (startował z listy Polskiego Stronnictwa Ludowego) |